# نوازان خرم
نوازان خرم (بالفارسية: نوازان خرم) هي قرية تقع في البلدة المركزية في إيران. يقدر عدد سكانها بـ 50 نسمة بحسب إحصاء 2016.